# عزرا بيكر
عزرا بيكر (بالإنجليزية: Ezra Baker)‏ هو سياسي أمريكي، ولد في 1765 في الولايات المتحدة، وتوفي في 1900. انتخب عضو مجلس النواب الأمريكي.